# 召片领

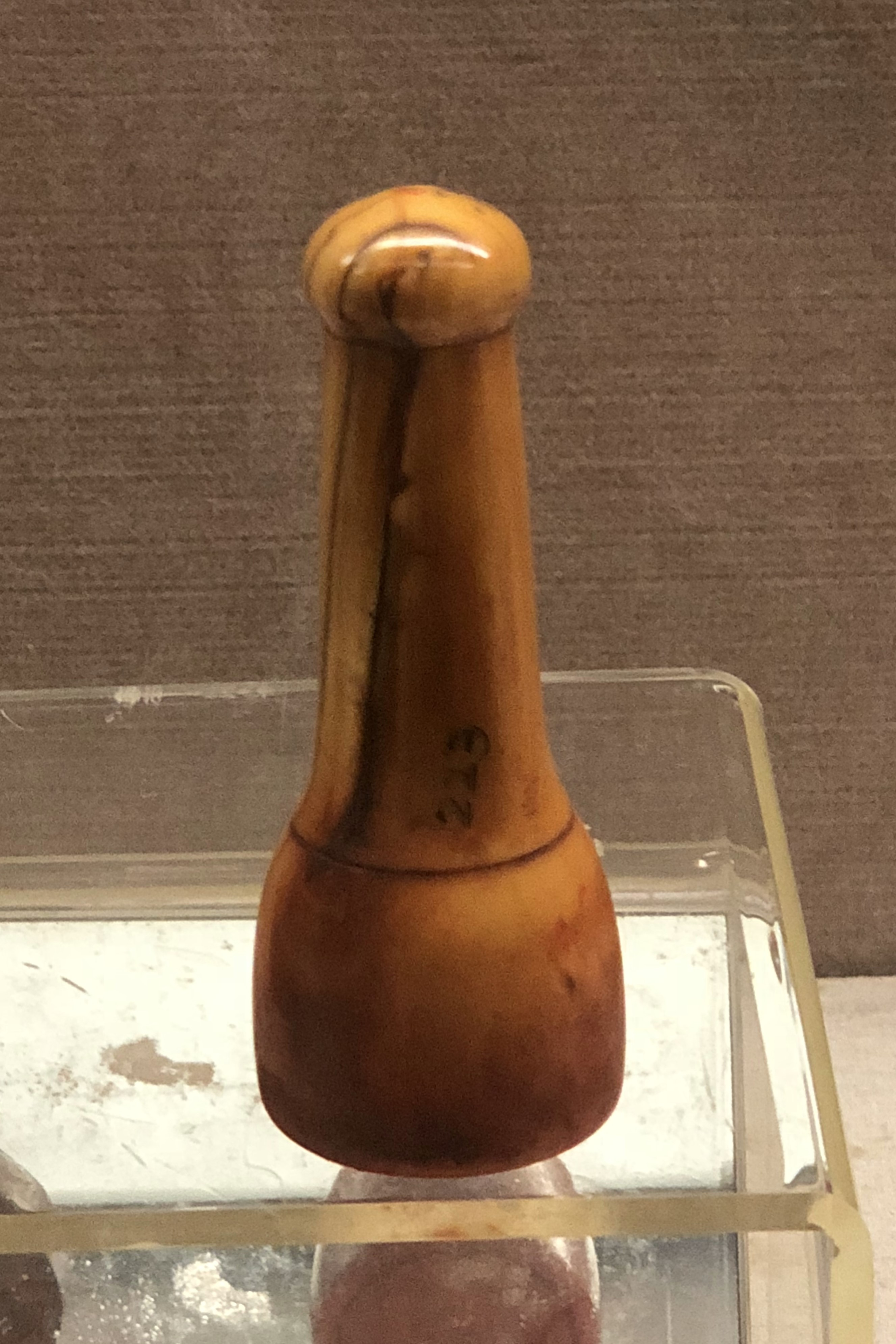
召片领象牙印章

召片领（意为“国王”）是1950年以前西双版纳傣泐的最高统治者。
根据《泐史》记载，叭真于傣曆542年（1180年，南宋淳熙七年）统一各部，以景龙（景洪）为中心建立“景龙金殿国”，成为第一世召片领。
傣曆658年（1296年，元元贞二年），元朝在此设立“彻里军民总管府”。傣曆744年（1382年，明洪武十五年），九世召片领召坎勐归顺明朝，改置“车里军民府”。傣曆746年（1384年，明洪武十七年）改为“车军民宣慰使司”，明朝封召坎勐为首任宣慰使，官阶从三品。清袭明制，续设“车里军民宣慰使司”。
傣曆1306年（1944年），末世召片领刀世勋继位，云南省政府主席龙云以昆明行营名义委任刀世勋为车里宣慰使司宣慰使。中华人民共和国成立后废置。至此，召片领共传四十四世，历时近800年，是中国历史上统治时间最长的宣慰级土司。

## 召片领世系
召片领的世系有四十一、四十二、四十四世等多种说法。以下列出的四十四世召片领将代理召片领也计算在内。
| 世系     | 召片领                                                       | 备注                                                   |
| -------- | ------------------------------------------------------------ | ------------------------------------------------------ |
| 一世     | 帕雅真（叭真、叭贞、召叭真、叭真憨）                         |                                                        |
| 二世     | 桑凯冷（桑凯能、桑害冷、陶钪冷，凯冷、三嗨冷）               | 帕雅真之四子                                           |
| 三世     | 道艾公（道恭、艾公、道乓、艾崩、艾恭、艾光、陶伻、爱伻)      | 桑凯冷之长子                                           |
| 四世     | 道龙建仔（陶陇建仔、岛陇建宰、道陇继宰、道陇扁宰、道拢建宰） | 道艾公之独子                                           |
| 五世     | 道良龙（陶两竜、道两龙、道乡竜）                             | 道龙建仔之独子                                         |
| 六世     | 道补瓦（艾补瓦、岛补瓦、岩补、刀补瓦、道补达）               | 道良龙之长子                                           |
| 七世     | 道伊丙拉晒 （伊丙拉赛、衣丙拉赛、伊拉鳃、伊拉偲）            | 道补瓦之弟                                             |
| 八世     | 道艾（召爱、刀爱、召艾、道矮）                               | 道伊丙拉晒之长子                                       |
| 九世     | 召坎勐（刀坎、刀坎勐、召罕勐、罕勐、道罕勐）                 | 道艾之独子                                             |
| 十世     | 道西拉罕（岛西拉罕、刀谢拉罕、道西拉钪、召西拉罕、刀暹答）   | 召坎勐之长子                                           |
| 十一世   | 道公满（岛公满、刀公满、道宫满）                             | 道西拉罕之弟                                           |
| 十二世   | 道格勐（刀艮孟）                                             | 道西拉罕之子，道公满之侄                               |
| 十三世   | 道双勐（刀双孟）                                             | 道格勐之次子                                           |
| 十四世   | 道罢贡（刀霸供）                                             | 道格勐之长子，夺其弟道双勐之位                         |
| 十五世   | 道罕底（刀典）                                               | 召西拉罕之子，道格勐之弟，簒其侄之位                   |
| 十六世   | 思龙法（奢陇法、奢拢法、社龙法）                             | 道彪斐法（召西拉罕、道公满之弟）之三子，夺其堂兄弟之位 |
| 十七世   | 道帕香（刀霸羡）                                             | 奢陇法之子，被百姓赶走后自杀                           |
| 十八世   | 道桑玻泐傣（三宝历代）                                       | 道格勐之三子，道罢贡、道双勐之弟                       |
| 十九世   | 桑凯能（桑凯泠）                                             | 道桑玻泐傣之三子                                       |
| 二十世   | 召坎勐（召侃）                                               | 桑凯能之侄                                             |
| 二十一世 | 召西利松版（西利松板）                                       | 召坎勐之独子                                           |
| 二十二世 | 召温勐（刀温勐）                                             | 召西利松版之独子                                       |
| 二十三世 | 召西利书年达                                                 | 召温勐之长子                                           |
| 二十四世 | 召应勐（刀应勐）                                             | 召温勐之次子，召西利书年达之弟                         |
| 二十五世 | 召糯勐（刀糯勐）                                             | 召应勐之独子                                           |
| 二十六世 | 召西利书坦玛                                                 | 召糯勐之独子                                           |
| 二十七世 | 召孟罕勒                                                     | 召西利书坦玛之长子                                     |
| 二十八世 | 召孟道                                                       | 召西利书坦玛之子，召孟罕勒之弟                         |
| 二十九世 | 召糯勐（刀诺勐）                                             | 召孟罕勒之子，召孟道之侄                               |
| 三十世   | 召勐道（刀勐道）                                             | 召孟道之子，召糯勐之堂弟                               |
| 三十一世 | 召扁勐（刀扁勐）                                             | 召勐道之独子                                           |
| 三十二世 | 刀金宝（刀金保）                                             | 召扁勐之长子                                           |
| 三十三世 | 刀绍文                                                       | 召扁勐之子，刀金宝之弟                                 |
| 三十四世 | 刀维屏                                                       | 刀绍文之长子                                           |
| 三十五世 | 刀召书宛（刀士宛）                                           | 刀绍文之子，刀维屏之弟，其兄被革职后袭位               |
| 三十六世 | 刀太和                                                       | 刀士宛之次子                                           |
| 三十七世 | 召法坚（刀育和）                                             | 刀太和之堂弟，刀士宛之侄                               |
| 三十八世 | 召孟麻哈往（刀太康）                                         | 刀士宛之三子，刀太和之弟                               |
| 三十九世 | 召书扎宛纳（刀正综）                                         | 刀太康之独子                                           |
| 四十世   | 召孟索（刀均安）                                             | 刀正综之义子（外甥）                                   |
| 四十一世 | 召孟香（刀太康）                                             | 刀正综之子，召孟索之义弟                               |
| 四十二世 | 召孟罕勒（刀承恩）                                           | 召孟索之长外孙                                         |
| 四十三世 | 召孟帕坎（刀栋梁）                                           | 刀承恩之长子                                           |
| 四十四世 | 召孟罕勒（刀世勋）                                           | 刀栋梁之侄，其六弟刀栋庭之子                           |